# Kuwait en los Juegos Olímpicos de México 1968
Kuwait estuvo representado en los Juegos Olímpicos de México 1968 por dos deportistas masculinos que compitieron en atletismo.
El equipo olímpico kuwaití no obtuvo ninguna medalla en estos Juegos.